# Volodymyr Bileka
Volodymyr Bileka (Oekraïens: Володимир Білека) (Drohobytsj, 6 februari 1979) is een Oekraïens voormalig professioneel wielrenner.

## Carrière
Bileka, die geen veelwinnaar is, reed vanaf 2002 rond in het profpeloton. Na 3 jaar Landbouwkrediet-Colnago kon hij samen met Jaroslav Popovytsj bij Discovery Channel tekenen en die kans liet de Oekraïner niet aan zich voorbijgaan. Dit Amerikaanse team stopte eind 2007 en dus kon Bileka opnieuw op zoek naar een nieuwe ploeg. Dit werd het Belgische Predictor-Lotto.
In het seizoen 2007 kon Bileka niet vaak in actie komen nadat hij een hielbreuk had opgelopen bij een valpartij in de eerste rit van de Ronde van Algarve.
Op 3 mei 2008 nam Bileka ontslag bij de ploeg Silence-Lotto om persoonlijke redenen. Eind december 2008 werd echter bekend dat Bileka op 18 april 2008 bij een out-of-competiondopingcontrole positief testte op epo en dat hij op 9 oktober 2008 een schorsing van twee jaar kreeg opgelegd. In juni 2010 keerde hij bij Amore & Vita terug in het peloton, hij beëindigde zijn carrière in 2012.
In 2014 onthulde La Gazzetta dello Sport dat Bileka een cliënt is geweest van de omstreden dopingdokter Michele Ferrari. Zijn naam werd genoemd in een rapport van 38 wielrenners, onder wie de Italianen Marco Marcato, Filippo Pozzato, Michele Scarponi en de Kazach Aleksandr Vinokoerov.

## Belangrijkste overwinningen
2001
6e etappe Ronde van Thüringen
2002
Trofej Plava Laguna 1
2011
Challenge du Prince - Trophée de l'Anniversaire

## Resultaten in voornaamste wedstrijden
| Jaar | Ronde van Italië | Ronde van Frankrijk | Ronde van Spanje |
| ---- | ---------------- | ------------------- | ---------------- |
| 2002 | opgave           |                     |                  |
| 2003 | 58e              |                     |                  |
| 2004 | 50e              |                     |                  |
| 2005 | 91e              |                     |                  |
| 2007 | 49e              |                     |                  |
| 2008 |                  |                     |                  |

| Jaar | Milaan-San Remo | Gent-Wevelgem | Ronde van Vlaanderen | Parijs-Roubaix | Amstel Gold Race | Ronde van Lombardije |
| ---- | --------------- | ------------- | -------------------- | -------------- | ---------------- | -------------------- |
| 2002 |                 |               |                      |                |                  | 72e                  |
| 2003 | 176e            |               |                      |                |                  |                      |
| 2004 |                 |               |                      |                |                  |                      |
| 2005 |                 |               |                      |                | 47e              |                      |
| 2007 | 53e             | 34e           | 53e                  | 36e            |                  |                      |
| 2008 |                 |               |                      |                | 111e             |                      |

## Ploegen
- 2002 –  Landbouwkrediet-Colnago
- 2003 –  Landbouwkrediet-Colnago
- 2004 –  Landbouwkrediet-Colnago
- 2005 –  Discovery Channel
- 2006 –  Discovery Channel
- 2007 –  Discovery Channel
- 2008 –  Silence-Lotto (tot 03-05)
- 2010 –  Amore & Vita-Conad (vanaf 01-06)
- 2011 –  Amore & Vita
- 2012 –  Konya Torku Şeker Spor

Advejev · Bernucci · Bileka · Cali · Cavagnis · Coudray · De Waele · Hrysjtsjenko · Lievens · Louder · Lucchini · Mattozza · Meirhaeghe · Metloesjenko · Mifune · Popovytsj · Romano · Scamardella · Sørensen · Streel · Van Landeghem · Van Malderghem · Vanhaecke · Vermeersch · Weynants · Anzà (stagiair) · Chadwick (stagiair) · Timosjin (stagiair)
Advejev · Anzà · Bernucci · Bileka · Bracke · Capelle · De Waele · Dierckxsens · Doema · Hrysjtsjenko · Lievens · Lucchini · Metloesjenko · Popovytsj · Scamardella · Steels · Streel · Stremersch · Timosjin · Vaitkus · Van Landeghem · Van Speybroeck · Verstrepen · Weynants · Draux (stagiair) · Monfort (stagiair) · Wijnands (stagiair)
Advejev · Anzà · Bernucci · Bileka · Bracke · Capelle · De Waele · Dierckxsens · Doema · Durand · Gasperoni · Hrysjtsjenko · Lagoetin · Metloesjenko · Monfort · Popovytsj · Sijmens · Steels · Streel · Timosjin · Vaitkus · Van Bondt · Verstrepen · Lebeau (stagiair) · Simon (stagiair) · Van Loocke (stagiair)
Armstrong (tot 31/07) ·
Azevedo ·
Barry ·
Beltrán · 
Beppu ·
Bileka · 
Brajkovič ·
Creed ·
Cruz ·
Danielson ·
Devolder ·
Hammond ·
Hesjedal ·
Hincapie ·
Hoste · 
Jekimov   · 
Joachim ·
McCartney ·
McCarty ·
Michajlov · 
Noval ·
Padrnos ·
Popovytsj · 
Roulston ·
Rubiera ·
Savoldelli ·
Van den Broeck ·
van Heeswijk
Azevedo ·
Barry ·
Beltrán · 
Beppu ·
Bileka · 
Brajkovič ·
Danielson ·
Devolder ·
Goesev ·
Hammond ·
Hincapie ·
Hoste · 
Jekimov   ·
Joachim ·
Lowe · 
Martínez ·
McCartney ·
Michajlov · 
Noval ·
Padrnos ·
Popovytsj · 
Rubiera ·
Savoldelli ·
Smith ·
Van den Broeck ·
Van Goolen ·
van Heeswijk ·
White
Basso (tot 30/04) · 
Beppu ·
Bileka · 
Brajkovič ·
Contador ·
Cruz ·
Cummings ·
Danielson ·
Davis ·
Devine ·
Devolder ·
Fuyu ·
Goesev ·
Hincapie · 
Leipheimer ·
Lowe · 
Martínez ·
McCartney ·
Meersman ·
Murn · 
Noval ·
Padrnos ·
Paulinho ·
Popovytsj · 
Rubiera ·
Vaitkus ·
Vandborg ·
Van Goolen ·
White (tot 15/08)
Aerts · Bileka · Brandt · Cioni · Cornu · De Greef · Devenyns · De Vocht · D'Hollander · Dockx · Evans · Gardeyn · Gates · Hoste · Jacobs · Kaisen · Lloyd · McEwen · Popovytsj · Roelandts · Roesems · Sentjens · Steurs · Tjallingii · Van Avermaet · Van den Broeck · Van Huffel · Vansevenant · Vansummeren
Akırşan · Atalay · Bakırcı · Bileka · Çelik · Dazkırlı · Gabrovski · Hretsjyn · Kal · Keleş · Metloesjenko · Örken · Özcan · Reis · Sayar · Usta